# Herjólfur Eyvindsson
Herjólfur Eyvindsson (n. 870) fue un vikingo y acaudalado bóndi de Noruega. Es un personaje de la saga de Njál, y Saga de Laxdœla. Se casó con Þorgerður Þorsteinsdóttir (n. 876), una hija de Thorstein el Rojo y viuda de Dala-Koll; de esa relación nació Hrut Herjolfsson.